# KFC Excelsior Balgerhoeke
KFC Excelsior Balgerhoeke is een Belgische voetbalclub uit Eeklo. De club is bij de KBVB aangesloten met stamnummer 4392 en heeft geel en zwart als kleuren.

## Geschiedenis
Eind jaren twintig werd al een ander FC Excelsior Balgerhoeke bij de KBVB aangesloten met stamnummer 1498, maar die club nam in 1931 ontslag en speelde in zwart en wit.
Deze club werd op 1 mei 1945 gesticht en sloot in 1946 aan bij de KBVB.
De eerste acht jaar speelde Balgerhoeke in Derde Provinciale, maar in 1952 promoveerde de club met een tweede plaats naar Tweede Provinciale.
In Tweede Provinciale speelde men onafgebroken tot 1969 en beleefde men mooie jaren, met name in 1964 en 1965 toen telkens beslag werd gelegd op een derde plaats in de klassering.
In 1969 was de glorieperiode voorbij en Balgerhoeke zakte naar Derde Provinciale. Na drie sterke seizoenen in deze reeks, volgde een minder seizoen in 1972-1973 en Balgerhoeke degradeerde voor het eerst naar Vierde Provinciale.
Excelsior keerde onmiddellijk terug naar Derde Provinciale en wist in 1975 met een tweede opeenvolgende promotie naar Tweede Provinciale te klimmen. Voor het eerst gebeurde dat met een kampioenstitel.
Het eerste seizoen evenaarde men de derde plaats van halfweg de jaren zestig, maar toen ging het bergaf, in 1978 belandde Balgerhoeke in Derde Provinciale en in 1981 volgde degradatie naar Vierde Provinciale.
Na liefst 35 seizoenen in de onderste reeks, kon men in 2016 via de eindronde voor één seizoen terugkeren naar Derde Provinciale.
Daar eindigde men allerlaatste en Balgerhoeke moest opnieuw naar Vierde Provinciale.
Ondanks zijn aanzienlijke en niet onsuccesvolle geschiedenis is de club een van de kleinere clubs in Oost-Vlaanderen. In 2019-2020 werden slechts vier elftallen in competitie gebracht, het eerste elftal, de reserven, de U10 en de U6.